# Deutsche Büchereizentrale und Zentralbücherei Apenrade

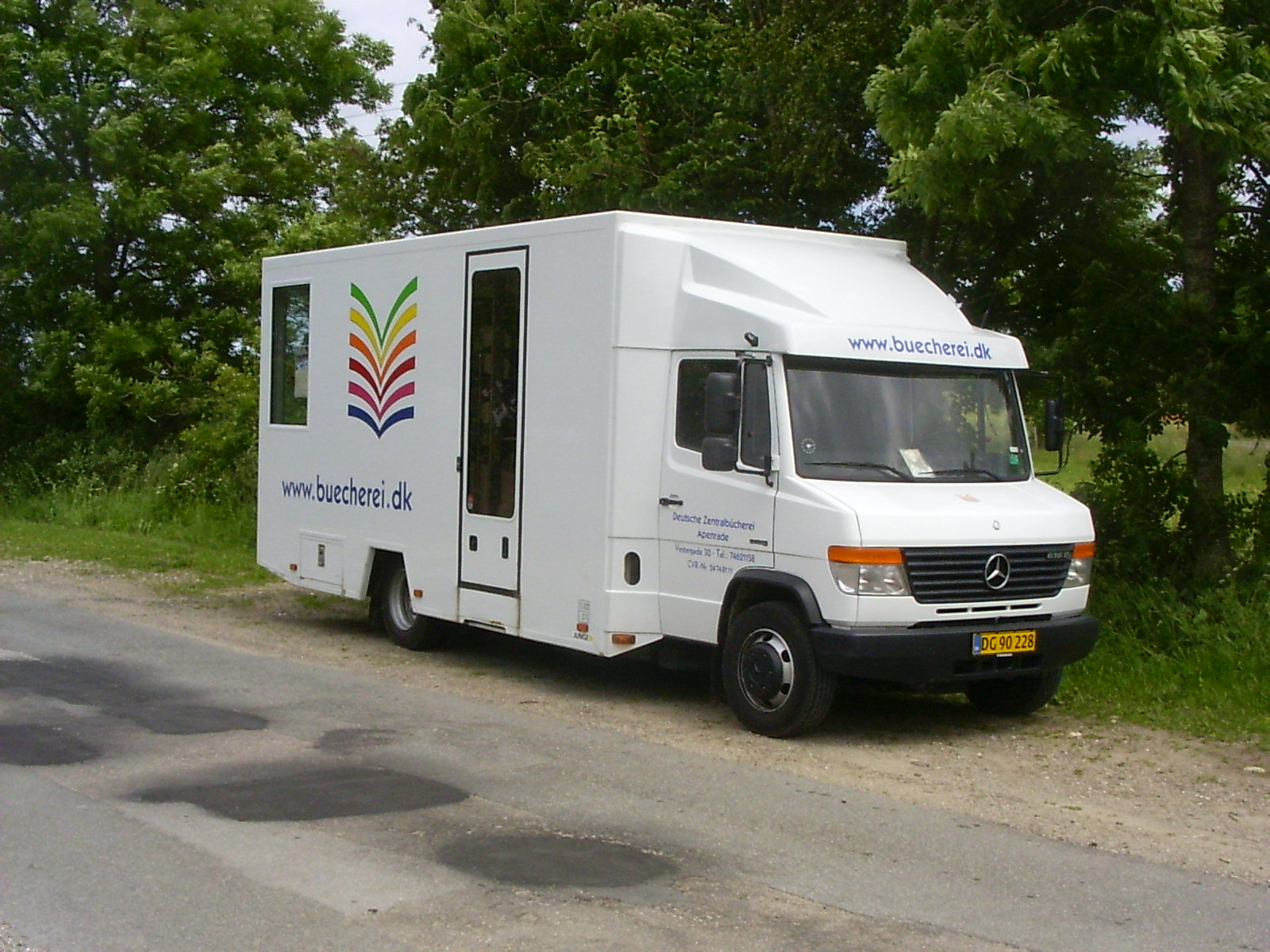
Bücherbus

Die Deutsche Büchereizentrale und Zentralbücherei Apenrade ist die zentrale Einrichtung des Bibliothekswesens der Deutschen Minderheit in Nordschleswig/Dänemark. Träger ist der Verband Deutscher Büchereien Nordschleswig. Zum Verband Deutscher Büchereien Nordschleswig gehören insgesamt 23 Büchereien: die Zentralbücherei in Apenrade, vier Filialen in den Städten Hadersleben, Sonderburg, Tondern und Tingleff, sowie zwei Bücherbusse und 15 Büchereien der deutschen Schulen, die von der Büchereizentrale Apenrade betreut und regelmäßig mit Literatur versorgt werden. Zudem arbeitet sie seit vielen Jahren eng mit der Büchereizentrale Schleswig-Holstein zusammen.

## Geschichte
Die deutschen Büchereien in Nordschleswig entstanden zu Beginn des 20. Jahrhunderts zunächst in den Städten, später auch im ländlichen Bereich meist in Verbindung mit den örtlichen Schulen. Nach 1920 baute die deutsche Minderheit unter der Leitung des Wohlfahrts- und Schulvereins für Nordschleswig ihr eigenes Bibliothekswesen auf. Bis zum Ende des Zweiten Weltkrieges entstanden insgesamt 71 Büchereien.
Nach dem Ende des Zweiten Weltkrieges musste das dortige Büchereiwesen völlig neu aufgebaut werden. 1949 erfolgte die Gründung des Verbandes Deutscher Büchereien Nordschleswig. Erster Vorsitzender des neu gegründeten Verbandes war der Frederik Christensen (1949–1972), auf ihn folgten Kristel Thomsen (1972–1993) und Philipp Iweren (seit 1993). Standortbüchereien gab es zunächst nur in den nordschleswigschen Städten Apenrade, Hadersleben, Sonderburg und Tondern. 1964 und 1968 ergänzte man diese zur besseren Versorgung der ländlichen Gebiete mit zwei Fahrbüchereien. 1991 erfolgte die Eröffnung der Bücherei Tingleff, dem Gebiet, in dem der Anteil der deutschen Nordschleswiger an der Bevölkerung prozentual am höchsten ist. Die neue Büchereizentrale und Zentralbücherei Apenrade konnte 1967 in Anwesenheit von Minister Herbert Wehner eingeweiht werden. 1984 wurde ein Erweiterungsanbau in Betrieb genommen. 2005–2006 erfolgte eine grundlegende Renovierung und ein weiterer Anbau in dem heute auch die meisten Verwaltungen der Deutschen Minderheit in Nordschleswig ihren Sitz haben. Gleichzeitig erhielt das Gebäude als sichtbares Zeichen dieser Neuordnung den Namen Haus Nordschleswig. Leiter des Büchereiwesens war Hauptbibliothekar Peter Callesen (1949–1970). Ihm folgten die Büchereidirektoren Hans Walter Petersen (1970–1999) und Nis-Edwin List-Petersen (seit 1999). Seit 2015 ist Claudia Knauer die Büchereidirektorin.

## Rechtliche Grundlagen
Juristische Grundlage der Arbeit sind die Bonn-Kopenhagener Erklärungen aus dem Jahre 1955, in denen die Rechte der beiden Minderheiten nördlich und südlich der deutsch-dänischen Grenze geregelt sind und das dänische Bibliotheksgesetz (Gesetz Nr. 340 vom 17. Mai 2000), das die dänischen Kommunen verpflichtet, Bibliotheken vorzuhalten und im § 17 einen eigenen Passus bezüglich der Zuschüsse an die Bibliotheken der Deutschen Minderheit enthält.

## Finanzierung
Das deutsche Bibliothekswesen in Nordschleswig wird bei einem Gesamthaushalt von ca. 10 Mio. Dänischen Kronen zu 2/3 aus Mitteln der Bundesrepublik Deutschland (BMI) und dem Land Schleswig-Holstein und zu 1/3 aus Mitteln des Staates Dänemark gefördert.

## Ausstattung
Der Medienbestand umfasst 230.000 Medieneinheiten bestehend aus Büchern, Zeitschriften, Spielen, CDs, CD-ROMs, DVDs, LPs, MCs sowie Literatur-CDs und einer Blindenhörbücherei für Blinde und Personen mit geringer Sehfähigkeit. Die Zahl der Entleihungen liegt bei ca. 350.000 pro Jahr.
Die Zentrale und alle Filialen sind mit Internetarbeitsplätzen für Nutzer ausgestattet, die kostenlos zur Verfügung stehen. Der auf der Internetseite der Bibliotheken enthaltene Online-Katalog (OPAC) ermöglicht eine Recherche und Reservierungen über das Internet.
Eine Besonderheit ist die Artothek der Zentralbücherei mit ca. 650 Originalgrafiken und -gemälden, die von den Nutzern entliehen werden können.

## Kooperationspartner
- Büchereizentrale Schleswig-Holstein
- Dänische Zentralbücherei in Vejle
- Dänische Zentralbücherei in Esbjerg
- DBV-Landesverband Schleswig-Holstein
- Fachkonferenz der staatlichen Büchereistellen in Deutschland

## Deutsch-dänisches Bibliotheksforum
Seit dem Abschluss eines von der Europäischen Union geförderten INTERREG II-Projektes Ende der 1990er Jahre haben sich die großen Bibliotheken nördlich und südlich der deutsch-dänischen Grenze im Deutsch-dänischen Bibliotheksforum zusammengeschlossen. Zu den Mitgliedern gehören auch die Dänische Zentralbibliothek für Südschleswig sowie die Leihverkehrs- und Ergänzungsbibliothek. Sie ist für die dänische Minderheit im deutschen Bundesland Schleswig-Holstein zuständig und somit das Pendant der Deutschen Büchereizentrale und Zentralbücherei Apenrade.